# Orientzyklus

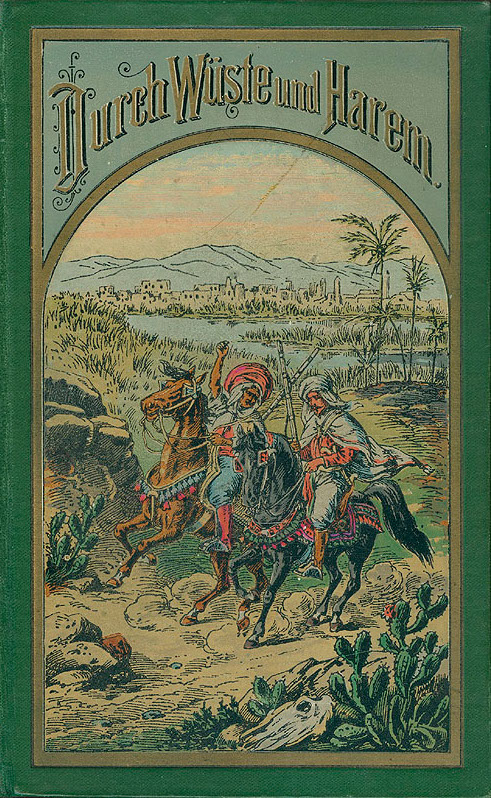
Klassische Buchausgabe von Durch Wüste und Harem (1892), das 1895 in Durch die Wüste umbenannt wurde

Der sogenannte Orientzyklus ist eine Serie von Romanen des Schriftstellers Karl May. Die zugrundeliegenden Erzählungen erschienen, teils mit Unterbrechungen, zwischen 1881 und 1888 in der Zeitschrift Deutscher Hausschatz in Wort und Bild bei Friedrich Pustet in Regensburg.

## Reiseerzählungen
Friedrich Ernst Fehsenfeld vereinbarte 1892 mit dem damals 49-jährigen Karl May, diese unter dem Titel Reise-Erinnerungen aus dem Türkenreich (auch Giölgeda padişhanün „Im Schatten des Großherrn“) erschienenen Episoden als erste Bände der geplanten Gesammelten Reiseromane (so der ursprüngliche Titel) herauszugeben. Jeder Band sollte ungefähr 640 Seiten umfassen, deshalb wurden die Zeitschriftenfassungen hierfür von May selbst überarbeitet und aufgeteilt:

### Durch Wüste und Harem(1895 umbenannt inDurch die Wüste)
- Abu en Nassr (1881)
- Die Tschikarma (1881)
- Abu-Seïf (1881)
- Eine Wüstenschlacht (1881)
- Der Merd-es-Scheïtan I (1881)

#### Inhalt
Kara Ben Nemsi und sein Diener und späterer Freund Hadschi Halef Omar reiten durch die Sahara Tunesiens. Sie finden die Leiche eines Mordopfers, des französischen Kaufmannes Paul Galingré, und verfolgen den Mörder Hamd el Amasat und seinen Gefährten bis zum Chott el Djerid. Der Vater Omar Ben Sadeks wird von Hamd el Amasat getötet, der Sohn verfolgt den Mörder weiter, während Kara und Halef in Kbilli zurückbleiben.
Im zweiten Abenteuer am Nil befreit Kara die von Abrahim-Mamur gefangen gehaltene Senitza, eine Montenegrinerin. Er flieht mit ihr nach Kairo und übergibt sie ihrem Verlobten Isla Ben Maflei, der sie bisher vergeblich gesucht hatte. Abrahim-Mamur wird deshalb sein Todfeind, dem er später wieder begegnet.
Auf der Fahrt durch das Rote Meer werden die beiden Gefährten vom Piraten Abu Seïf gefangen genommen, können sich befreien und ziehen nach Mekka. Beim Beduinenstamm der Ateïbeh verliebt sich Halef in Hanneh, die Enkelin Scheich Maleks, die er heiratet. Abu Seïf, der sie aufgespürt hat, wird von Halef im Zweikampf getötet. Halef bleibt bei den Ateïbeh, Kara zieht weiter.
In der Dschesireh lernt Kara Ben Nemsi am Tigris den spleenigen Engländer Sir David Lindsay kennen und reitet mit ihm zu den Haddedihn. Dort trifft er Halef wieder, der sich mit den Ateïbeh den Haddedihn anschließt. Diesen hilft Kara gegen ihre Feinde in einer großen Schlacht und erhält dafür den Rappen Rih. Er befreit drei Jesiden und verspricht Mohammed Emin, dem Scheich der Haddedihn, seinen Sohn aus türkischer Haft zu entführen. Auf dem Ritt nach Amediye beschließen sie, den Jesiden gegen eine türkische Truppe zu helfen.

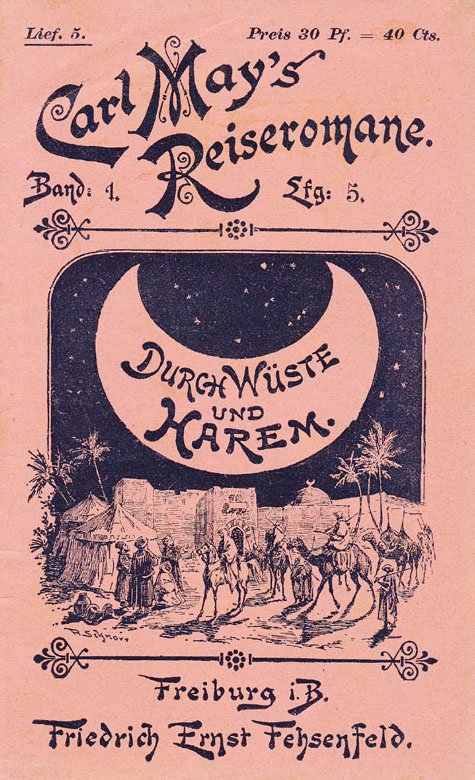
Lieferungsheft mit dem ursprünglichen Titel (ab 1892)
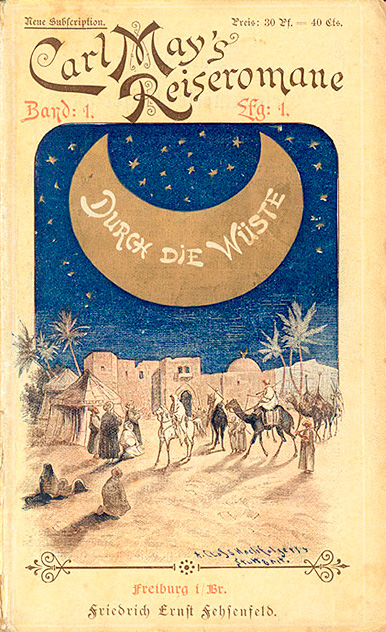
Lieferungsheft mit dem neuen Titel (ab 1895)
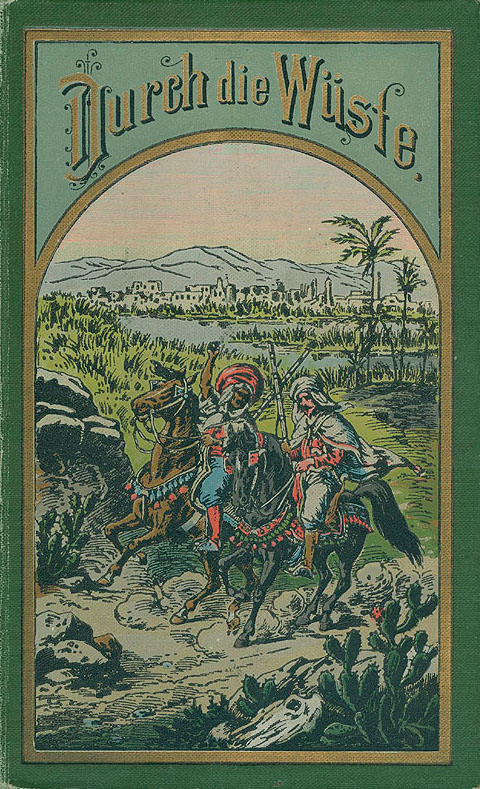
Klassische Buchausgabe mit dem neuen Titel (ab 1895)
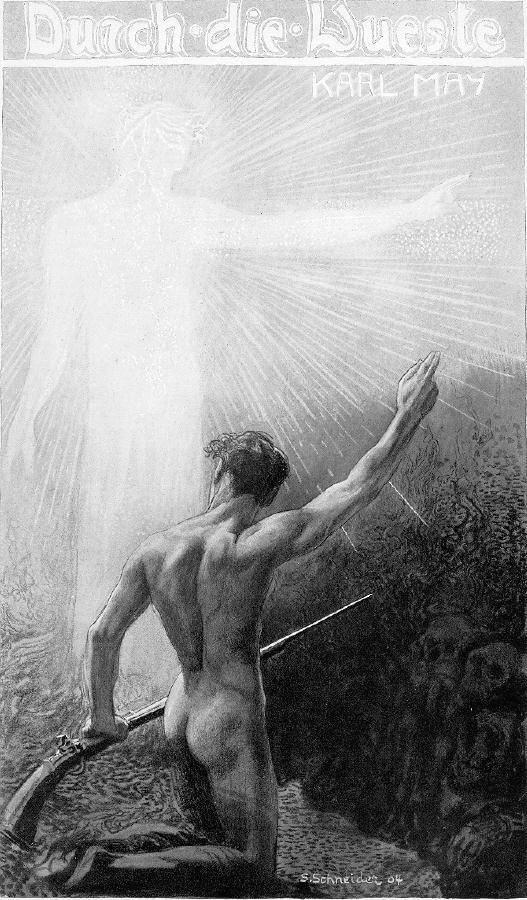
Sascha-Schneider-Ausgabe (1904)
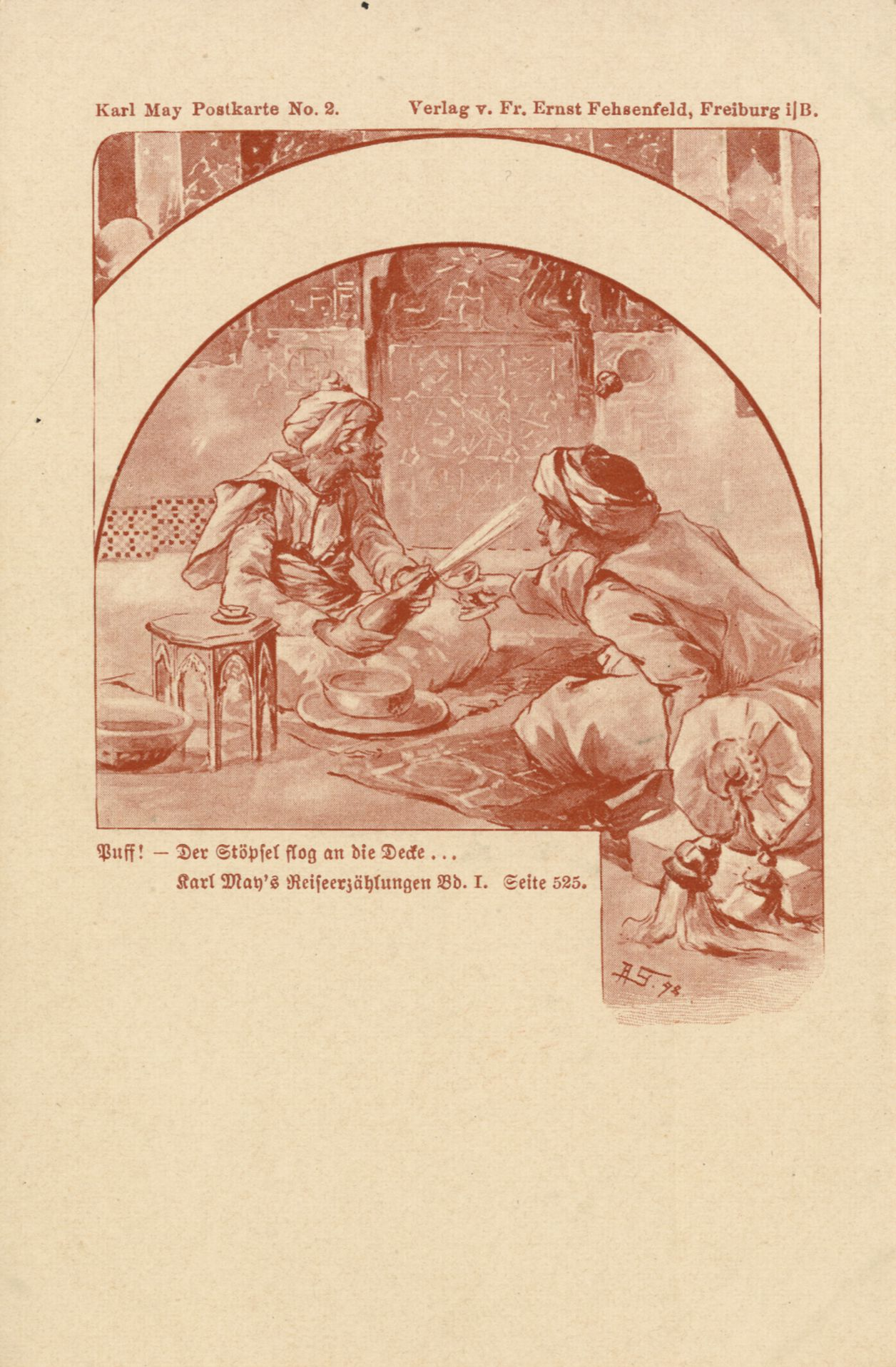
Kara Ben Nemsi (links) und der Pascha von Mossul, Postkarte (1898)

### Durchs wilde Kurdistan
- Der Merd-es-Scheïtan II (1881)
- Der Ruh 'i Kulyan (1881)
- Reise-Abenteuer in Kurdistan (1881–1882)

#### Inhalt
Mit der Unterstützung Kara Ben Nemsis und seiner Reisegefährten Halef Omar, David Lindsay und Mohammed Emin besiegen die Jesiden die Türken. Auf der Weiterreise bekommt Kara in einem kurdischen Dorf als Gastgeschenk den Hund Dojan. In Amediye, der türkischen Festung, in der Amad el Ghandur eingesperrt ist, können sie diesen befreien und fliehen mit ihm in den Norden nach Kurdistan. Dort bestehen sie einige Abenteuer mit feindlichen Kurden und Nestorianern. Mit Hilfe der geheimnisvollen Marah Durimeh stiften sie Frieden zwischen den verfeindeten Stämmen. Marah Durimeh schenkt Kara ein Amulett, das ihn beschützen soll und später wertvolle Dienste leistet.

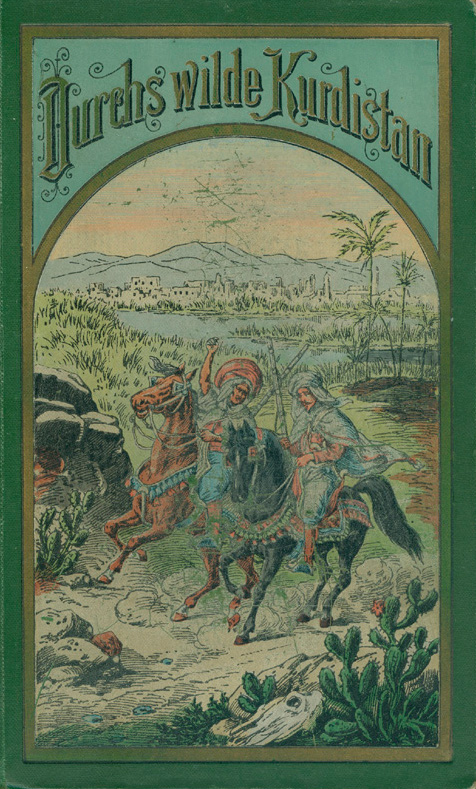
Klassische Buchausgabe (ab 1892)
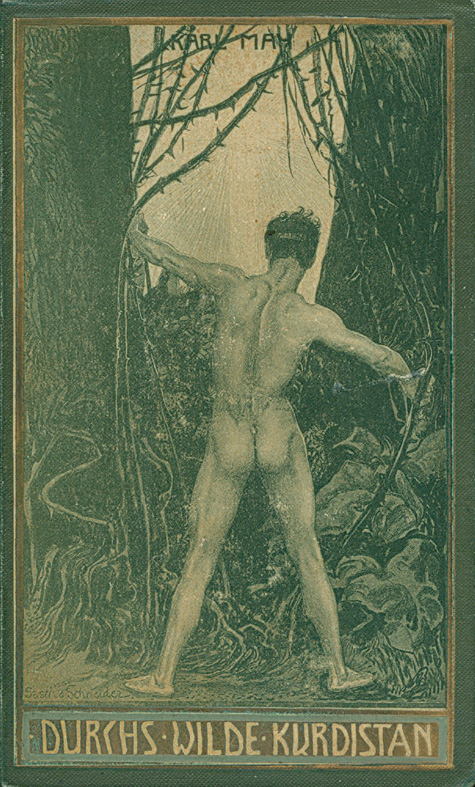
Sascha-Schneider-Ausgabe (1904)
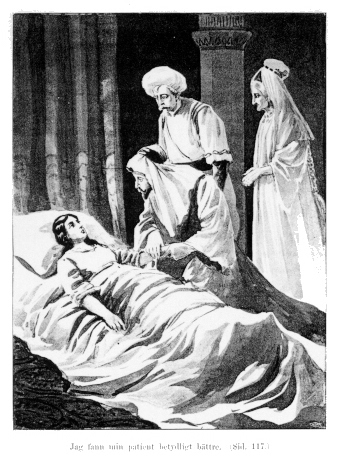
Kara Ben Nemsi heilt eine Kranke, Illustration (1907)

### Von Bagdad nach Stambul
- Die Todes-Karavane (1882)
- In Damaskus und Baalbeck (1882–1883)
- Stambul (1883)
- Der letzte Ritt I (1884)

#### Inhalt
Bei einem Kampf zwischen Turkmenen und Kurden gerät die Reisegruppe um Kara Ben Nemsi zwischen die Fronten und Mohammed Emin fällt im Kampf. Der Perser Hassan Ardschir-Mirza, den sie gegen seine Feinde unterstützen, wird ihr Begleiter nach Bagdad. Dort wird der Perser verraten und gemeinsam mit Frau und Schwester ermordet. Kara und Halef stecken sich bei einer Todeskarawane mit der Pest an und kommen knapp mit dem Leben davon. Dojan wird von Räubern erschossen.
In Damaskus entdecken sie Abrahim Mamur, der einen Juwelier ausraubt, und verfolgen ihn – er kann jedoch per Schiff nach Konstantinopel (bei May Stambul genannt) fliehen. Dort treffen sie mit Omar Ben Sadek, dem Sohn des ermordeten Salzseeführers, zusammen, der gemeinsam mit Kara eine Spur zu einer weitverzweigten Räuberbande aufspürt. Anführer dieser Bande ist der geheimnisvolle Schut. Auch Abrahim Mamur gehört dazu, wird von Omar überrascht und vom Galata-Turm gestürzt. Neu zur Reisegruppe stößt Osko, Senitzas Vater, und gemeinsam jagen sie den Räubern und Mördern nach. Ein gefundener Notizzettel weist sie tief in das Balkangebirge hinein.

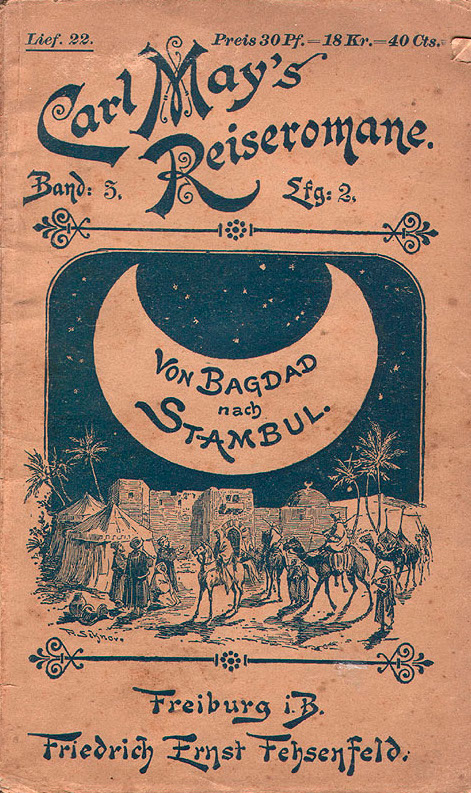
Lieferungsheft (ab 1892)
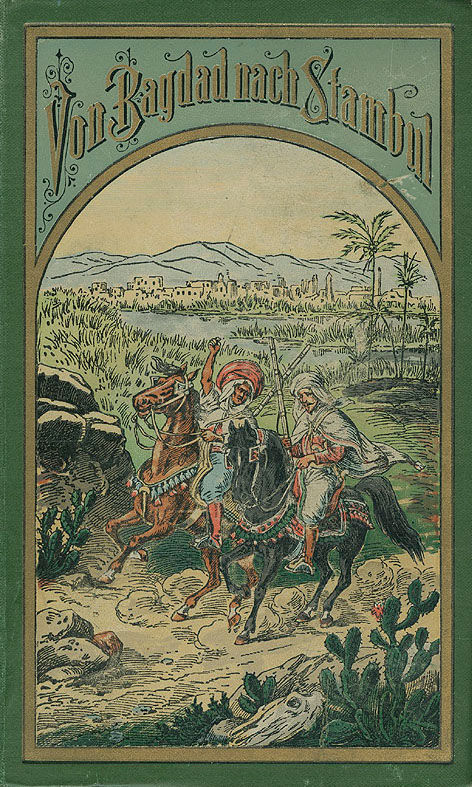
Klassische Buchausgabe (ab 1892)
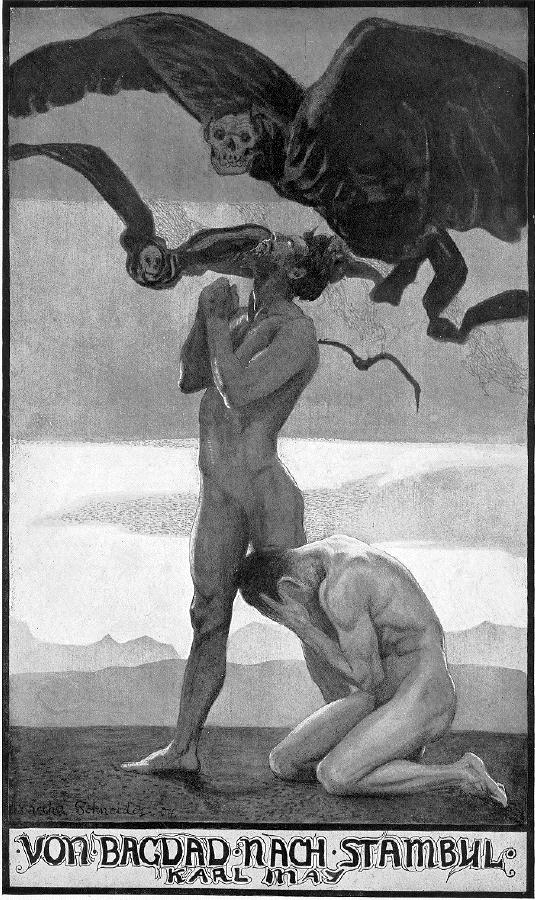
Sascha-Schneider-Ausgabe (1904)
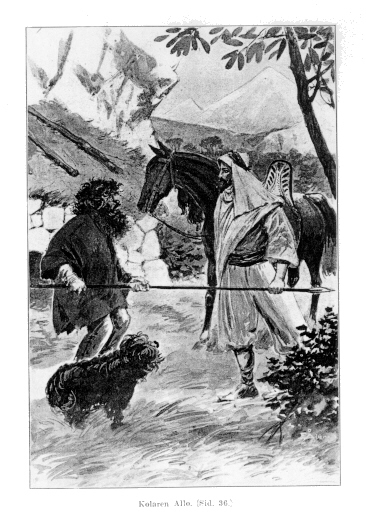
Kara Ben Nemsi und der Köhler Allo, Illustration (1908–1909)

### In den Schluchten des Balkan
- Der letzte Ritt II (1885–1886)
- Durch das Land der Skipetaren I (1888)

#### Inhalt
Im Balkangebirge verfolgen sie die Spur der Verbrecher, die zum Schut wollen. Sie kämpfen mit einigen Helfern des Räubers, Kara Ben Nemsi wird in eine Falle gelockt, kann aber von Halef aus der Hütte des angeblichen Bettlers und Bandenmitglieds Saban befreit werden. In Melnik finden sie die Verfolgten sowie weitere Verbündete des Schut und entgehen einem neuerlichen Anschlag auf ihr Leben. In Ostromdscha lernen sie den angeblichen Heiligen Mübarek kennen, der jedoch unter seiner frommen Maske ein gefährlicher Verbrecher ist. Sie schöpfen Verdacht und beobachten ihn genau.

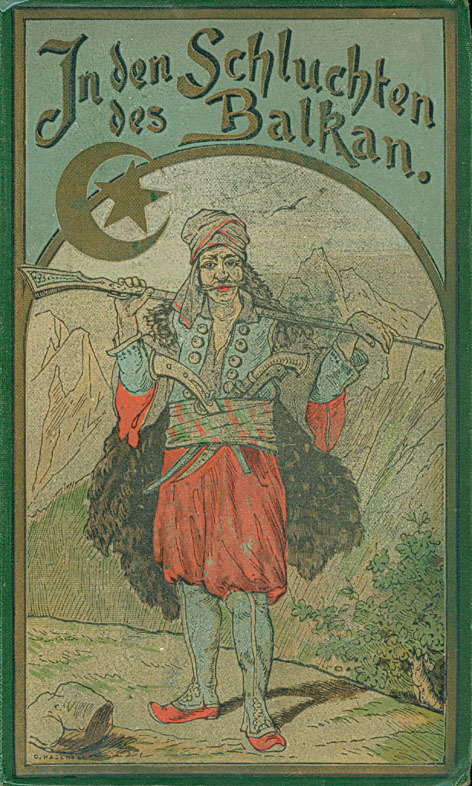
Klassische Buchausgabe (ab 1892)
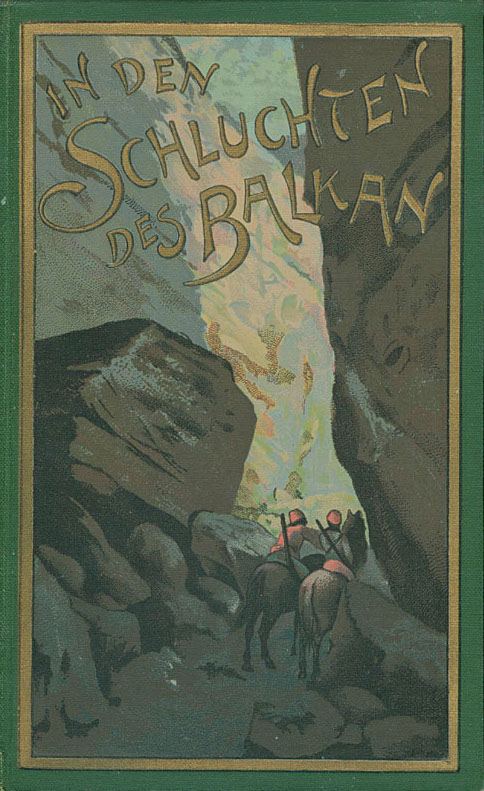
Klassische Buchausgabe (ab 1898)
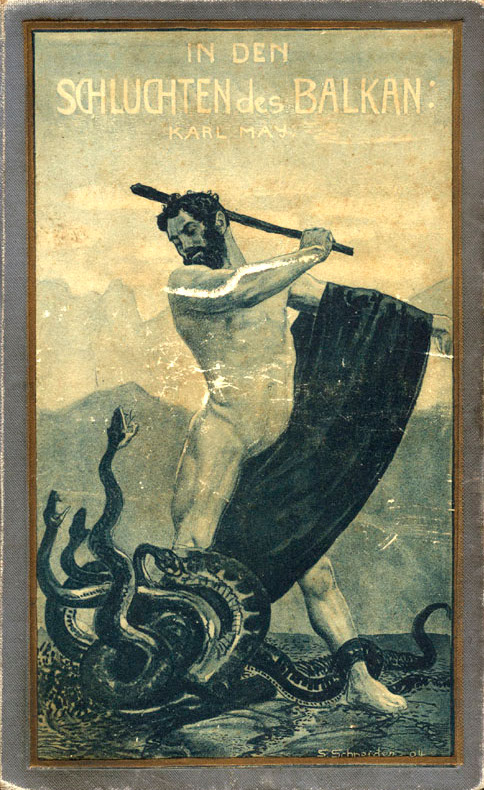
Sascha-Schneider-Ausgabe (1906)
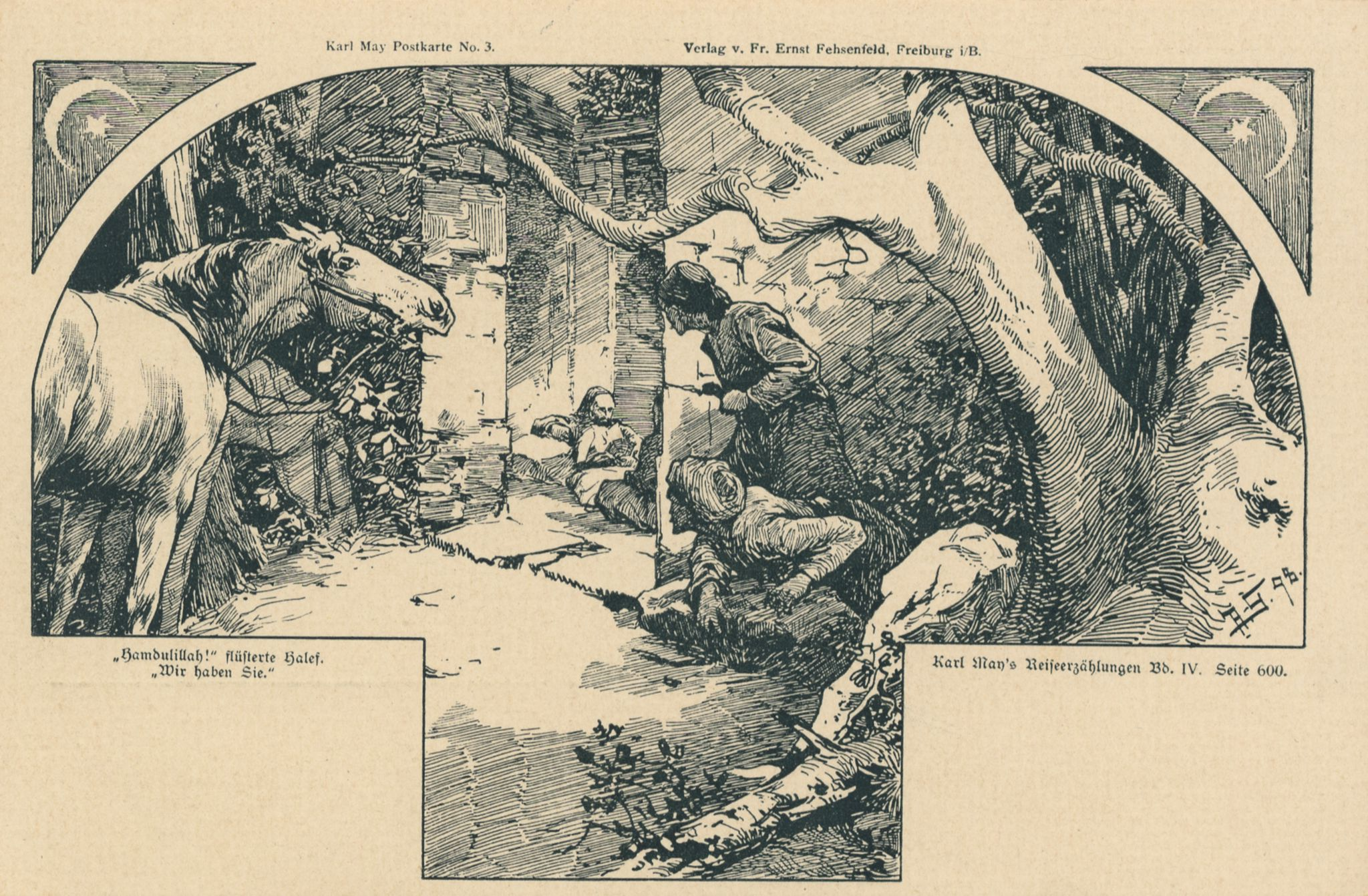
Kara Ben Nemsi und Hadschi Halef Omar, Postkarte (1898)

### Durch das Land der Skipetaren
- Durch das Land der Skipetaren II (1888)

#### Inhalt
Der Mübarek wird entlarvt und flieht mit den anderen Bandenmitgliedern weiter. Bei der Verfolgung stößt Kara Ben Nemsi mit den Aladschys, zwei riesigen Skipetaren-Brüdern und Räubern, zusammen. Er kann fliehen, wird aber mit den Gefährten in die „Schluchthütte“ gelockt und eingesperrt. Sie kämpfen sich frei, wobei der Mübarek verletzt und zwei andere getötet werden. Ihr neuer Begleiter, der Schneider Suef, entpuppt sich ebenfalls als Bandenmitglied. Kara Ben Nemsi wird vom Bruder eines der getöteten Verbrecher überfallen, kann jedoch dessen Wunsch nach Blutrache durch seinen Großmut überwinden. Einem Giftanschlag entgehen die Verfolger mit Hilfe einer jungen Dienerin. Als Ziel der Jagd nach dem Schut und seiner Bande stellt sich vorerst der Ort Treska-Konak heraus.

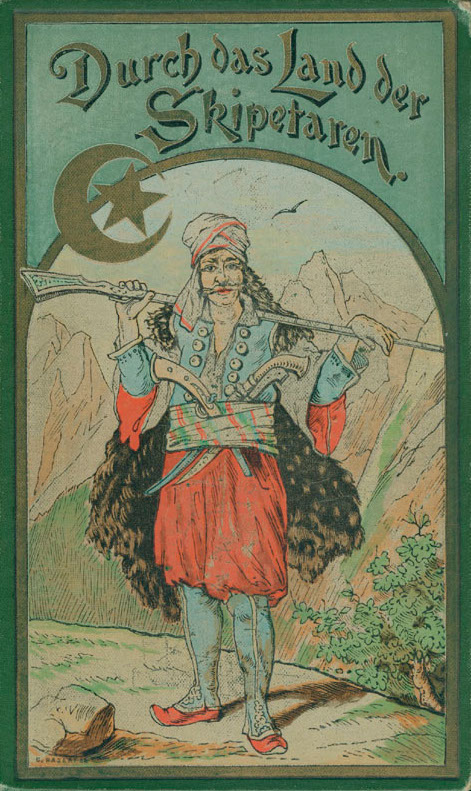
Klassische Buchausgabe (ab 1892)
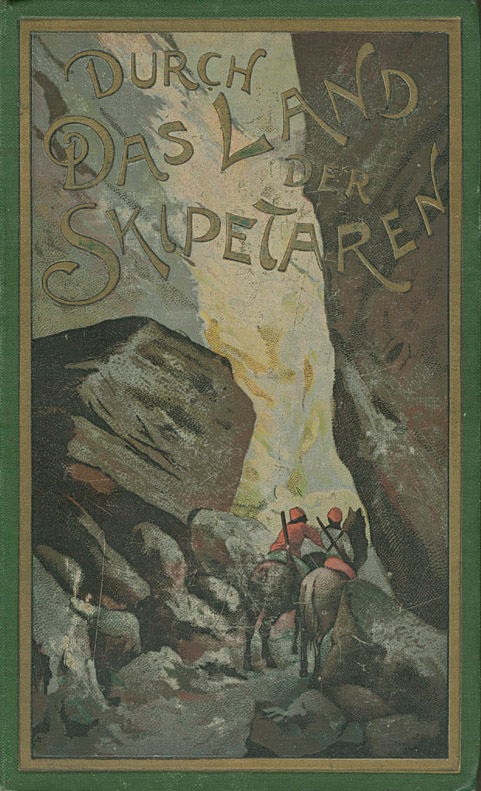
Klassische Buchausgabe (ab 1898)
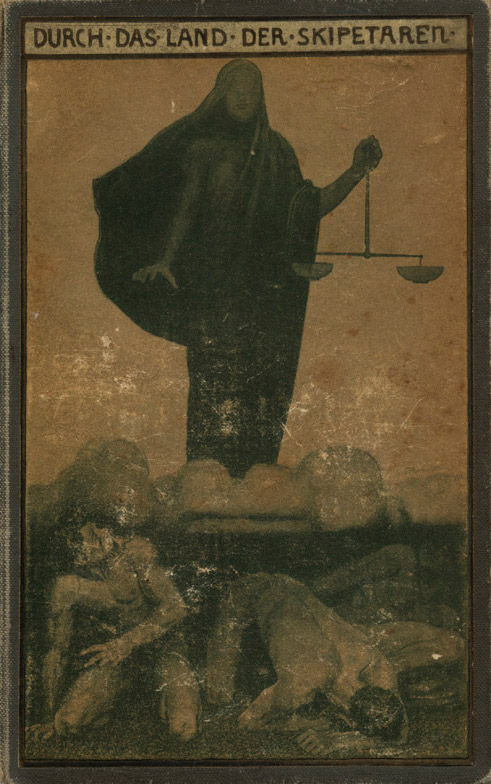
Sascha-Schneider-Ausgabe (1904)
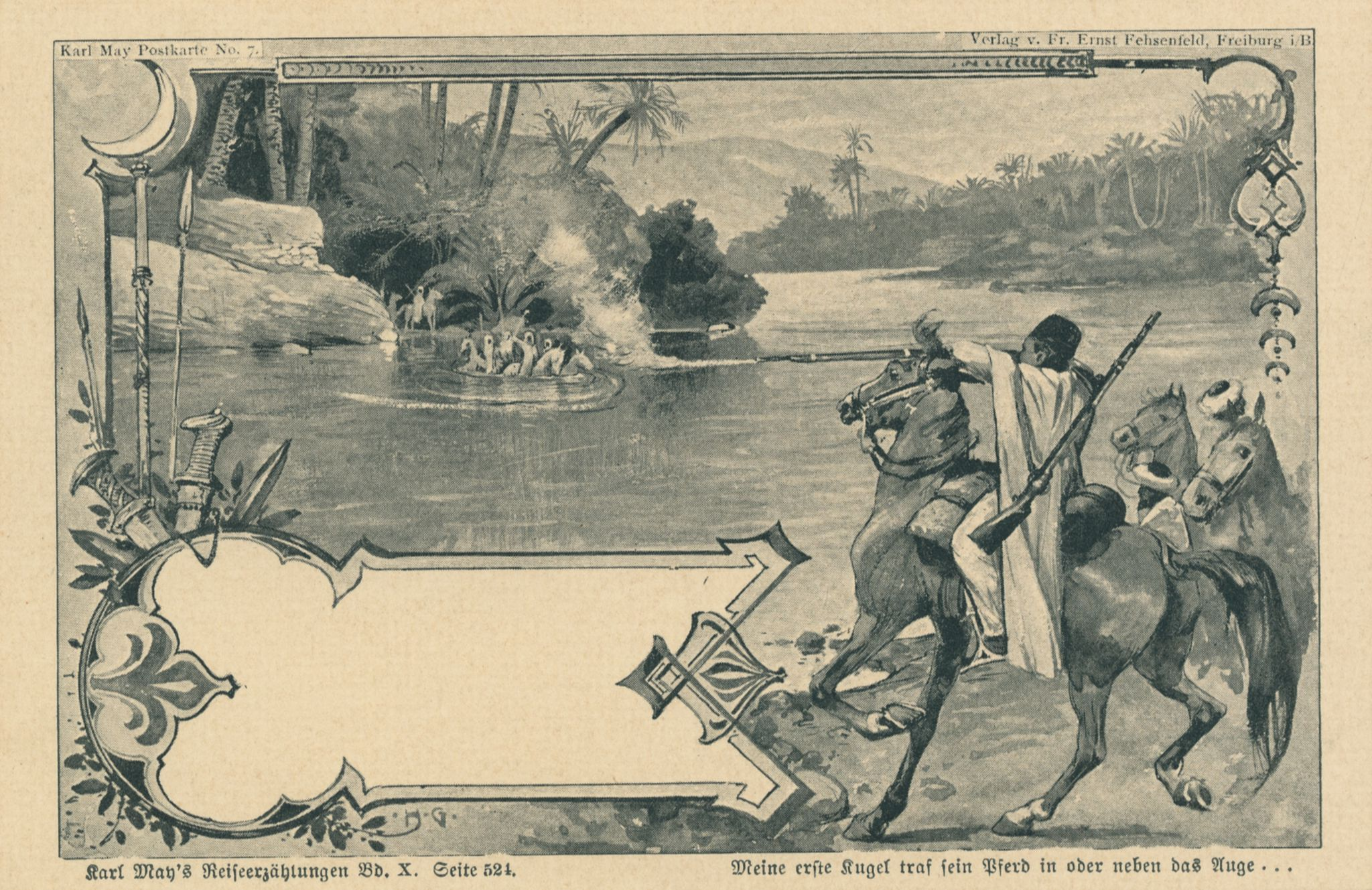
Kara Ben Nemsi und Hadschi Halef Omar, Postkarte (um 1900)

### Der Schut
- Durch das Land der Skipetaren III (1888)
- Anhang (1892)

#### Inhalt
Halef wird gefangen genommen und von Kara Ben Nemsi befreit. In der Hütte des Ruß- und Kohlenhändlers Junak wird der schwerverletzte Mübarek gefunden, den aber ein Bär tötet. Die Gefährten sollen von Junak in die angebliche „Juwelenhöhle“ in der Teufelsschlucht gelockt werden, entdecken den Verrat und nehmen die Verbrecher gefangen. Der fliehende Barud el Amasat wird von Osko gestellt und getötet. Kara erfährt den wirklichen Namen des Schut, Kara Nirwan, der ein reicher Viehhändler aus Rugowa ist. Sir David Lindsey, der ihnen auf eigene Faust entgegengereist ist, soll von den Verbrechern in der Höhle eingesperrt werden, wird aber befreit. Bei einem Überfall auf die Freunde werden die beiden Aladschys von Kara verstümmelt und kampfunfähig gemacht.
In Rugowa entlarven sie den Schut und dringen in das Stollensystem unter seinem Haus ein. Dort entdecken und befreien sie den Kaufmann Henri Galingré, den Vater des in der Sahara ermordeten Paul Galingré. Der Schut flieht und trifft mit Hamd el Amasat zusammen, der ein weiteres Verbrechen gegen die Familie Galingré plant. Auf der Flucht stürzt der Schut in die „Verräterspalte“ und Hamd el Amasat wird vom Bluträcher Omar Ben Sadek geblendet. Die Gefährten trennen sich und reisen in ihre jeweilige Heimat zurück, Halef bekommt Rih von Kara Ben Nemsi zum Geschenk.
Im Anhang (siehe unten) schildert Karl May eine erneute Reise Kara Ben Nemsis zu den Haddedihn. Er begleitet mit Halef den Scheich Amad el Ghandur auf einem Zug zum Grab seines Vaters. Sie geraten in einen Hinterhalt der Kurden und Rih wird erschossen. Nach der Rückkehr zu den Haddedihn verzichtet Amad auf die Scheichwürde und Halefs Schwiegervater Malek wird neuer Anführer des Stammes.

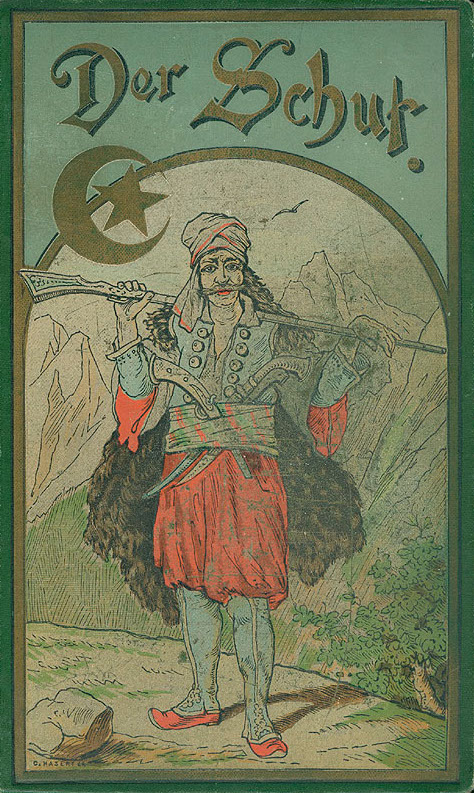
Klassische Buchausgabe (ab 1892)
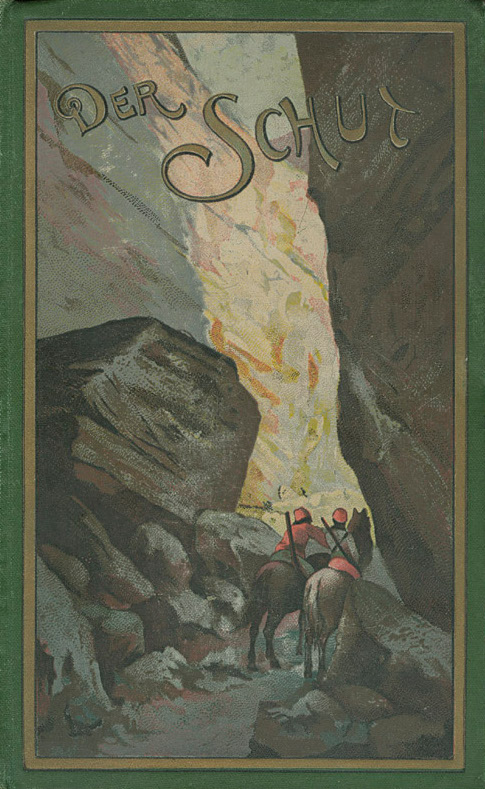
Klassische Buchausgabe (ab 1898)
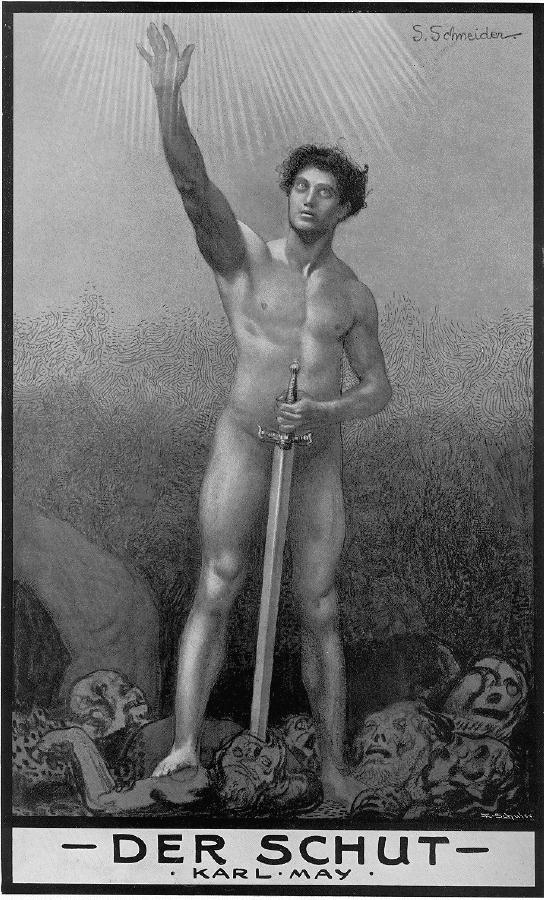
Sascha-Schneider-Ausgabe (1905)
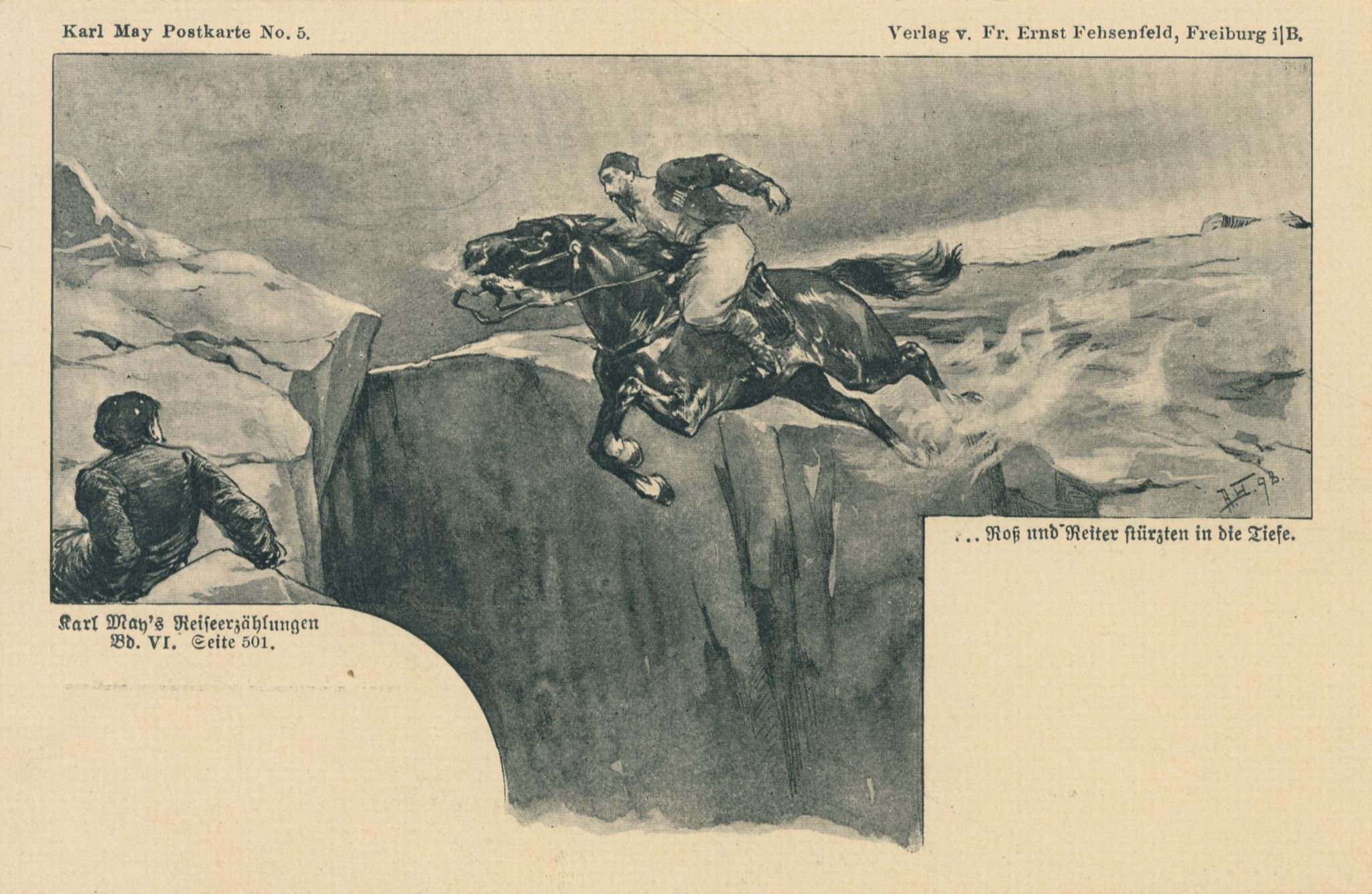
Der Schut stürzt in die Tiefe, Postkarte (um 1900)

Den im sechsten Band enthaltenen Anhang schrieb May für die Buchausgabe neu, um eine ausreichende Seitenzahl für diesen Band zu erhalten. Die ursprüngliche Fassung von Die Tschikarma (Band 1) erschien bereits 1876 unter dem Titel Leïlet oder Die Rose von Kahira in den Feierstunden am häuslichen Heerd. Hier ist der Ich-Erzähler anonym und noch nicht Kara Ben Nemsi.

## Sonstiges
Der Band 60 der Gesammelten Werke mit dem Titel Allah il Allah stammt von Franz Kandolf und ist eine Umarbeitung des May-Textes Die Königin der Wüste. Dieses Kapitel aus dem Münchmeyer-Kolportageroman Deutsche Herzen, Deutsche Helden (1885–1887 bei Münchmeyer, 1901 bei Adalbert Fischer) wurde vom Karl-May-Verlag 1928–1931 herausgelöst und zur Füllung der geographischen Lücke zwischen Abu en Nassr und Die Tschikarma verwendet. Zudem ergab sich so die Möglichkeit eines Abschlusses des Orientzyklus mit einer Episode in Jerusalem.
Mit dem Roman Jagd auf die Raubkarawane schuf Edmund Theil eine Fortsetzung des Romans Allah il Allah.
Im Jahr 2000 erschien im Karl-May-Verlag der Roman Die Oase des Scheitans von Jörg Kastner, der eine Vorgeschichte zum Orientzyklus entwickelt und u. a. das Kennenlernen von Kara Ben Nemsi und Hadschi Halef Omar beschreibt. August 2010 erschien eine Neuversion dieses Romans unter dem Titel Hadschi Halef Omar im Karl-May-Verlag.

## Bearbeitungen

### Fernsehserie
1972/73 produzierte das ZDF unter dem Titel Kara Ben Nemsi Effendi eine insgesamt 26-teilige Fernsehserie in zwei Staffeln, die 1973–1975 ausgestrahlt wurde.

### Hörspielfassungen
Im Jahre 1964 produzierte der WDR Durch die Wüste unter der Regie von Manfred Brückner als 7-teiliges Hörspiel. Die Funkbearbeitung stammte von Walter Jensen. Die Erstausstrahlung fand zwischen dem 12. Dezember 1964 und dem 6. März 1965 statt.
Die Hauptrollen sprachen:
- Paul Klinger: Kara Ben Nemsi
- Heinz Schacht: Hadschi Halef Omar
- Kurt Lieck: Scheik Mohammed Emin
- Heinz von Cleve: David Lindsay
- Wilhelm Pilgram: Scheik Malek
- Karl-Heinz Fiege: Abdullah Ben Zedar
- Alois Garg: Abu Seif
- Alf Marholm: Pascha von Mossul

Im Jahr 2006 hat der Regisseur Walter Adler den Orientzyklus als Hörspiel für den WDR umgesetzt. Die Hauptrolle sprach Sylvester Groth, in weiteren Rollen waren Thomas Thieme, Udo Kroschwald, Volkert Kraeft, Jürg Löw, Matthias Koeberlin und Werner Wölbern zu hören.